# دينيز كوفي
دينيز كوفي (بالإنجليزية: Denise Coffey)‏ هي ممثلة بريطانية، ولدت في 12 ديسمبر 1936 في ألدرشوت في المملكة المتحدة.

## وصلات خارجية
- دينيز كوفي على موقع IMDb (الإنجليزية)
- دينيز كوفي على موقع ميوزك برينز (الإنجليزية)
- دينيز كوفي على موقع قاعدة بيانات الفيلم (الإنجليزية)